# هنری برایام
هنری برایام (انگلیسی: Henry Braham؛ زادهٔ ۳۰ اکتبر ۱۹۶۵) فیلم‌بردار اهل بریتانیا است.

## فیلم‌شناسی
| سال  | عنوان                   | کارگردان        | توضیحات                                         |
| ---- | ----------------------- | --------------- | ----------------------------------------------- |
| ۱۹۹۱ | Born to Ride            | Graham Baker    |                                                 |
| ۱۹۹۲ | Soft Top Hard Shoulder  | Stefan Schwartz |                                                 |
| ۱۹۹۳ | تقسیم وراث              | رابرت یانگ      |                                                 |
| ۱۹۹۷ | به خاطر رزانا           | پل ویلند        |                                                 |
| ۱۹۹۷ | تیراندازی ماهی          | Stefan Schwartz |                                                 |
| ۱۹۹۸ | سرزمین دختران           | دیوید لیلند     |                                                 |
| ۱۹۹۸ | Waking Ned              | کرک جونز        |                                                 |
| ۲۰۰۱ | سیرک نامرئی             | آدام بروکس      |                                                 |
| ۲۰۰۱ | عشق                     | John McKay      |                                                 |
| ۲۰۰۳ | چیزهای روشن جوان (فیلم) | استیون فرای     |                                                 |
| ۲۰۰۵ | ننی مک‌فی                | کرک جونز        |                                                 |
| ۲۰۰۶ | پسران پرواز             | تونی بیل        |                                                 |
| ۲۰۰۷ | قطب‌نمای طلایی           | کریس وایتز      | نامزد – Satellite Award for Best Cinematography |
| ۲۰۰۹ | حال همه خوب است         | کرک جونز        |                                                 |
| ۲۰۱۶ | افسانه تارزان           | دیوید ییتس      |                                                 |
| ۲۰۱۷ | نگهبانان کهکشان بخش ۲   | جیمز گان        |                                                 |
| ۲۰۱۹ | جرج‌تاون                 | کریستف والتس    |                                                 |
| ۲۰۱۹ | مالفیسنت: بانوی اهریمنی | یواخیم رانینگ   |                                                 |
| ۲۰۲۱ | جوخه انتحار             | جیمز گان        |                                                 |
| ۲۰۲۱ | سیندرلا                 | کی کانن         |                                                 |
| ۲۰۲۳ | نگهبانان کهکشان بخش ۳   | جیمز گان        |                                                 |
| ۲۰۲۳ | فلش                     | اندی موسکیتی    |                                                 |
| TBA  | بار کنار جاده           | داگ لیمان       |                                                 |
| TBA  | تحریک‌کنندگان            | داگ لیمان       |                                                 |